# Beddingestrand
Beddingestrand è un'area urbana della Svezia situata nel comune di Trelleborg, contea di Scania.
La popolazione rilevata nel censimento 2017 era di 1 356 abitanti .